# Spiele der kleinen Staaten von Europa

Medaillensatz der Spiele (die acht Ringe stehen für die Gründungsstaaten)

Die Spiele der kleinen Staaten von Europa (englisch Games of the Small States of Europe (GSSE); französisch Jeux des Petits États d’Europe; italienisch Giochi dei Piccoli Stati D’Europa; isländisch Smáþjóðaleikar Evrópu; spanisch Juegos de los Pequeños Estados de Europa; luxemburgisch D’Spiller vun de klenge Staate vun Europa) ist ein zweijährlich stattfindendes Multisportereignis, das von den Nationalen Olympischen Komitees (NOK) der neun europäischen AASSE-Kleinstaaten organisiert wird und seit 1985 stattfindet.

## Geschichte der Kleinstaatenspiele
An einem der Treffen des Europäischen Olympischen Komitees wurde die Idee zur Veranstaltung von Kleinstaatenspielen durch Verantwortliche ebendieser Kleinstaaten eingebracht. Als Kleinstaaten, die an diesen Spielen teilnehmen, wurden jene definiert, die weniger als eine Million Einwohner und ein eigenes Nationales Olympisches Komitee haben, sowie Mitglied des Internationalen Olympischen Komitees (IOC) sind.
Beim Olympischen Kongress in Baden-Baden 1981 wurde die Idee unter den Repräsentanten der acht Kleinstaaten konkret diskutiert. Während der Olympischen Spiele in Los Angeles 1984 wurden die Statuten und die Reglements festgelegt. Diese Kleinstaatenspiele werden, von wenigen Ausnahmen abgesehen, nach den Regeln der entsprechenden internationalen Sportverbände und der Charta der Olympischen Spiele ausgetragen. Der Zusammenschluss der Europäischen Olympischen Komitees (EOC) unterstützt die Ausrichtung.
Auf der Sitzung des Exekutivkomitees am 1. Juni 2009 wurde Montenegro als neunter Staat in den Kreis der Kleinstaatenspiele aufgenommen.
Bis auf Montenegro haben alle acht anderen Staaten diese Spiele bereits zwei Mal organisiert, mit der Ausgabe 2017 beim Premierenausrichter San Marino beginnt der dritte Turnus. Die Kleinstaatenspiele finden alle zwei Jahre Ende Mai/Anfang Juni statt.

## Teilnahmeberechtigung und Teilnehmer

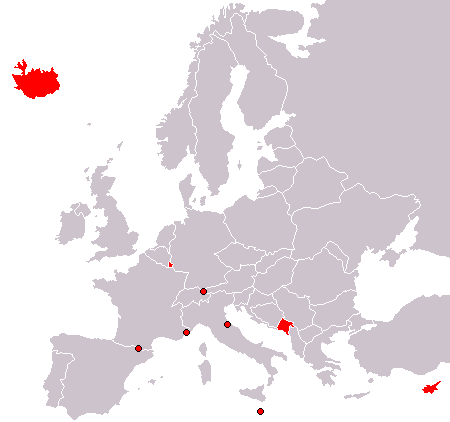
Teilnehmende Staaten

Um an diesen Spielen teilnehmen zu können, muss ein Staat durch ein unabhängiges NOK vertreten werden, in Europa liegen und darf die Zahl von einer Million Einwohner nicht überschreiten. Derzeit haben folgende zehn europäische Staaten weniger als eine Million Einwohner:
| Staat         | Einwohnerzahl | Anmerkung                                  |
| ------------- | ------------- | ------------------------------------------ |
| Zypern        | 856.857       | Teilnehmer seit 1985                       |
| Luxemburg     | 639.261       | Teilnehmer seit 1985                       |
| Montenegro    | 630.107       | unabhängig seit 2006, Teilnehmer seit 2011 |
| Malta         | 426.162       | Teilnehmer seit 1985                       |
| Island        | 342.284       | Teilnehmer seit 1985                       |
| Andorra       | 73.046        | Teilnehmer seit 1985                       |
| Liechtenstein | 38.877        | Teilnehmer seit 1985                       |
| Monaco        | 34.700        | Teilnehmer seit 1985                       |
| San Marino    | 33.697        | Teilnehmer seit 1985                       |
| Vatikanstadt  | 618           | kein Teilnehmer, da ohne NOK               |

## Reglement für das Sportprogramm
Das Programm umfasst laut GSSE (Games of the Small States of Europe)-Reglement fix folgende Sportarten: Leichtathletik, Schwimmen, Judo, Schießen, Tennis und Tischtennis. Dazu kommen zwei Teamsportarten, eine davon muss Basket- oder Volleyball sein. Der Veranstalter kann – nach Zustimmung durch das Exekutivkomitee – zwei weitere Sportarten organisieren, eine davon muss olympisch sein.

## Disziplinen
Die elf Sportarten, in denen in Island 2015 um Medaillen gekämpft wurde, waren Beachvolleyball, Judo, Leichtathletik, Turnen, Golf, Schwimmen, Schießen, Basketball, Tennis, Tischtennis und Volleyball. In früheren Jahren haben auch Squash, Boccia, Boule, Radsport, Segeln und Mountainbike zum Programm gehört.

## Austragungsorte
- 1985 – San Marino, San Marino
- 1987 – Monaco
- 1989 – Nikosia, Zypern
- 1991 – Andorra la Vella, Andorra
- 1993 – Valletta, Malta
- 1995 – Luxemburg, Luxemburg
- 1997 – Reykjavík, Island
- 1999 – Vaduz, Liechtenstein (LieGames 1999)
- 2001 – San Marino, San Marino
- 2003 – Valletta, Malta
- 2005 – Andorra la Vella, Andorra
- 2007 – Monaco
- 2009 – Nikosia, Zypern
- 2011 – Schaan, Liechtenstein (LieGames 2011)
- 2013 – Luxemburg, Luxemburg
- 2015 – Reykjavík, Island
- 2017 – San Marino, San Marino[11]
- 2019 – Budva, Montenegro[12]
- 2021 – Andorra la Vella, Andorra[13][14]
- 2023 – Valletta, Malta[15]
- 2025 – Andorra la Vella, Andorra[14]

Die für das Jahr 2021 geplanten Spiele in Andorra fielen wegen der COVID-19-Pandemie bedingten Verschiebung der Spiele der XXXII. Olympiade in Tokio aus.

## Ewiger Medaillenspiegel
| Rang | Land          | Gold | Silber | Bronze | Gesamt |
| ---- | ------------- | ---- | ------ | ------ | ------ |
| 1    | Island        | 498  | 380    | 381    | 1259   |
| 2    | Zypern        | 489  | 425    | 369    | 1283   |
| 3    | Luxemburg     | 395  | 398    | 370    | 1163   |
| 4    | Monaco        | 134  | 161    | 240    | 535    |
| 5    | Malta         | 73   | 144    | 202    | 419    |
| 6    | Liechtenstein | 73   | 78     | 100    | 251    |
| 7    | San Marino    | 62   | 113    | 148    | 323    |
| 8    | Montenegro    | 50   | 18     | 38     | 106    |
| 9    | Andorra       | 48   | 93     | 129    | 270    |